# Ludvig av Spanien
Ludvig av Spanien, född 25 augusti 1707, död 31 augusti 1724 (i smittkoppor), son till Filip V och Maria Lovisa av Savojen. Han blev kung av Spanien vid faderns abdikation 1724, men avled själv senare samma år. Gift 20 januari 1722 med Lovisa Elisabet av Orléans. De hade inga barn.